# Gelves
Gelves és una localitat de la província de Sevilla, Andalusia, Espanya. L'any 2005 tenia 7.958 habitants. La seva extensió superficial és de 8 km² i té una densitat de 994,8 hab/km². Les seves coordenades geogràfiques són 37° 20′ N, 6° 01′ O. Està situada a una altitud de 26 metres i a 6 kilòmetres de la capital de la província, Sevilla.

## Demografia
| 1996  | 1998  | 1999  | 2000  | 2001  | 2002  | 2003  | 2004  | 2005  | 2006  |
| ----- | ----- | ----- | ----- | ----- | ----- | ----- | ----- | ----- | ----- |
| 5.084 | 5.245 | 5.644 | 6.009 | 6.249 | 6.625 | 7.224 | 7.566 | 7.958 | 8.325 |